# Municipio de Baraga
El municipio de Baraga (en inglés: Baraga Township) es un municipio ubicado en el condado de Baraga en el estado estadounidense de Míchigan. En el año 2010 tenía una población de 3815 habitantes y una densidad poblacional de 7,87 personas por km².

## Geografía
El municipio de Baraga se encuentra ubicado en las coordenadas 46°44′47″N 88°33′53″O / 46.74639, -88.56472. Según la Oficina del Censo de los Estados Unidos, el municipio tiene una superficie total de 484.84 km², de la cual 476,03 km² corresponden a tierra firme y (1,82 %) 8,8 km² es agua.

## Demografía
Según el censo de 2010, había 3815 personas residiendo en el municipio de Baraga. La densidad de población era de 7,87 hab./km². De los 3815 habitantes, el municipio de Baraga estaba compuesto por el 62,12 % blancos, el 15,86 % eran afroamericanos, el 17,61 % eran amerindios, el 0,05 % eran asiáticos, el 0,18 % eran de otras razas y el 4,17 % eran de una mezcla de razas. Del total de la población el 1,02 % eran hispanos o latinos de cualquier raza.